# Geerat Vermeij

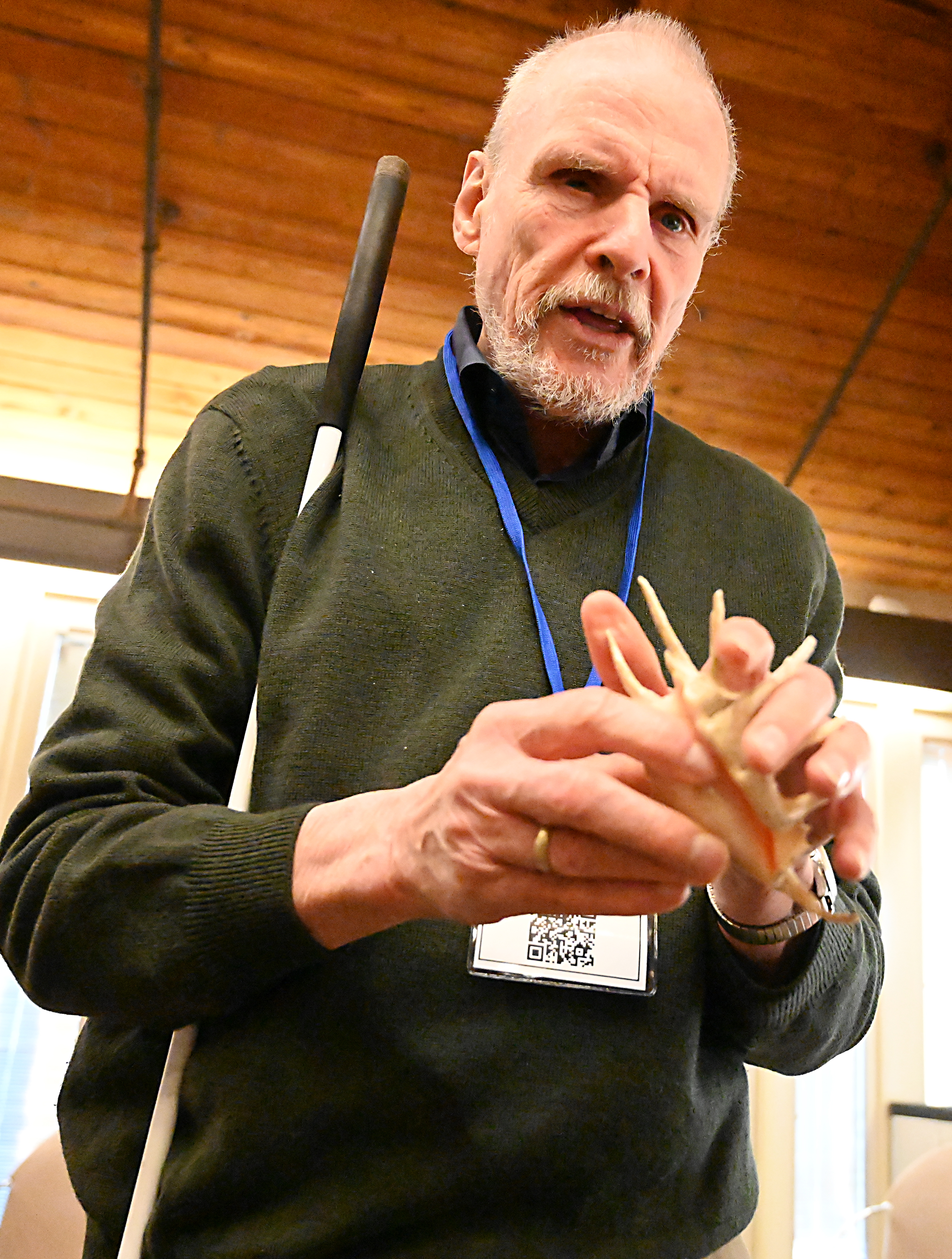
Geerat Vermeij, 2023

Geerat Jacobus Vermeij (* 28. September 1946 in Sappemeer) ist ein niederländischer Paläontologe, Zoologe (Malakologe, marine Ökologie) und Evolutionsbiologe.
Vermeij ist seit dem dritten Lebensjahr blind. Er studierte an der Princeton University mit dem Bachelorabschluss 1968 und an der Yale University mit dem Master-Abschluss 1970 und der Promotion in Biologie und Geologie 1971.
1971 wurde er Instructor und später Professor an der University of Maryland in College Park. Ab 1977 war er auch Research Associate der Smithsonian Institution am National Museum of Natural History. Außerdem war er langjährig mit dem Friday Harbor Laboratory der University of Washington verbunden. Seit 1989 ist er Professor für Geologie an der University of California, Davis.
Er ist an marinen Flachwasser-Lebensgemeinschaften interessiert (sowohl rezente als auch fossile) und an Rückschlüssen auf die Evolution aus dem Fossilbestand insbesondere von Mollusken (Muscheln und Schnecken). Da er blind ist, ertastet er morphologische Unterschiede an den Fossilien und rezenten Schalen – der Titel seiner Autobiographie lautet deshalb auch Privilegierte Hände.
1987 stellte er seine Eskalations-Theorie auf, nach der der Evolutionsdruck vor allem durch Jäger und Nahrungskonkurrenten erzeugt wird.
1992 wurde er MacArthur Fellow. 1975/76 war er Guggenheim Fellow. 2006 erhielt er die Paleontological Society Medal und 2000 die Daniel Giraud Elliot Medal. 1997 war er Präsident der American Society of Naturalists. Er ist Mitglied der American Association for the Advancement of Science. 1999 verlieh ihm die Yale University die Wilbur Cross Medal. 2016 erhielt Vermeij die Addison-Emery-Verrill-Medaille, 2021 wurde er in die American Academy of Arts and Sciences gewählt, 2022 in die National Academy of Sciences.
Er ist seit 1972 verheiratet und hat ein Kind.

## Schriften
- Evolution and Escalation: An Ecological History of Life, Princeton University Press 1987
- A Natural History of Shells, Princeton University Press 1993
- Privileged Hands: a scientific life, Freeman, San Francisco 1997
- Nature: An Economic History, Princeton University Press 2004
- The Evolutionary World: How Adaptation Explains Everything from Seashells to Civilization, New York: Thomas Dunne Books 2010
- Biogeography and adaptation : patterns of marine life, Harvard University Press 1978